# Automeris janrudloffi
Automeris janrudloffi é uma espécie de mariposa do gênero Automeris, da família Saturniidae.
Sua ocorrência foi registrada na Colômbia.